# Love You Better
Singles de The Maccabees
No Kind Words
(2009) Can You Give It?
(2009)
Love You Better est le premier single du deuxième album, Wall Of Arms, du groupe The Maccabees. Il a été charté à la 36e place.
La chanson passe pour la première fois à la radio le 16 mars 2009 sur Radio 1 par le DJ Steve Lamacq[réf. nécessaire].